# Air Corsica
Air Corsica ist eine französische Fluggesellschaft mit Sitz in Ajaccio auf Korsika und Basis auf dem Flughafen Ajaccio.

## Geschichte

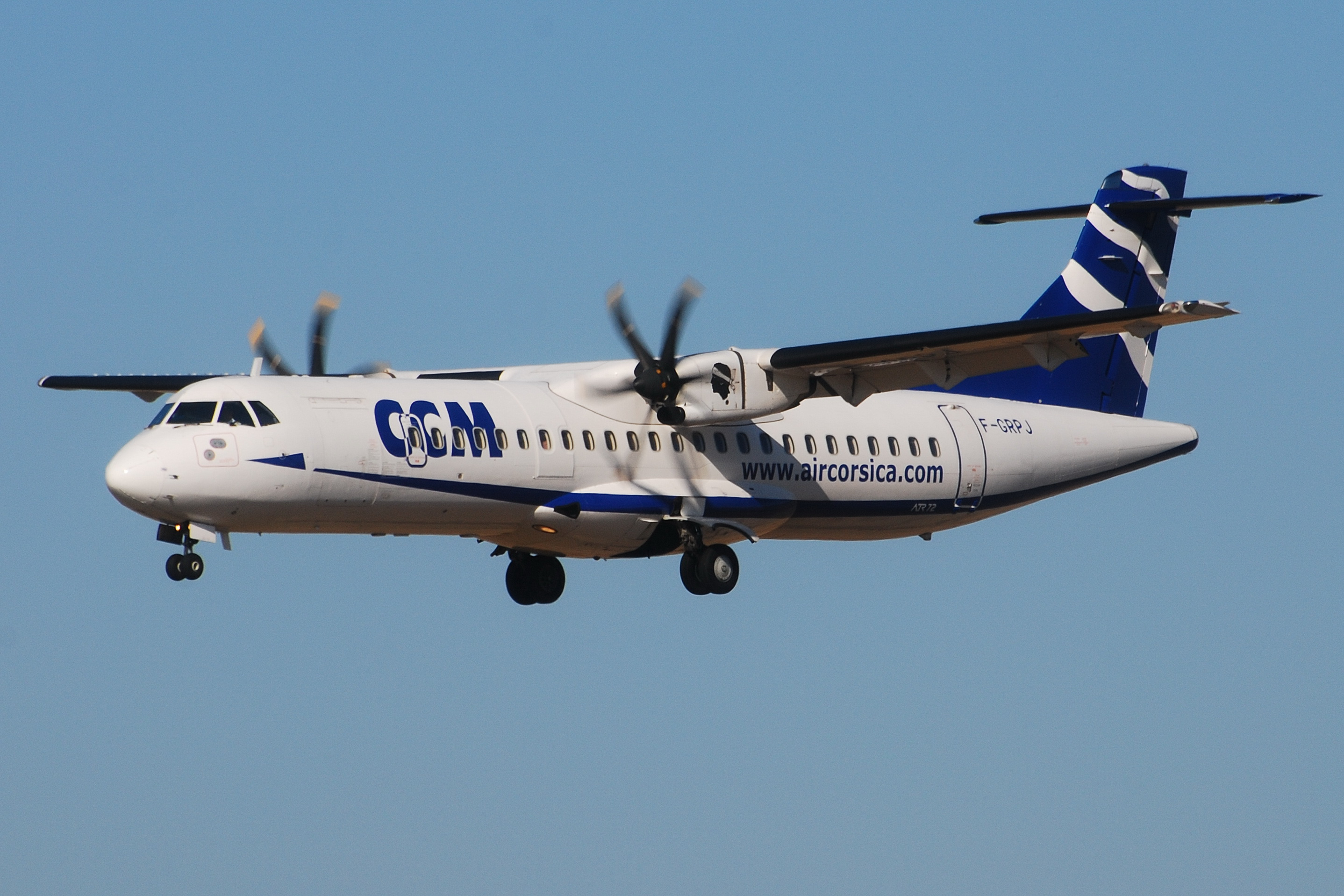
ATR 72 der Air Corsica, 2009

Air Corsica wurde im Jahr 1989 als Compagnie Corse Mediterranée gegründet, sie begann 1990 mit dem Flugbetrieb. Im November 2000 wurde der Name zunächst in CCM Airlines geändert, im Oktober 2010 dann in Air Corsica.

## Flugziele
Air Corsica verbindet Korsika über die Flughäfen in Ajaccio, Bastia, Calvi und Figari mit zahlreichen französischen Zielen. Saisonal werden Ziele im Ausland angeflogen. Auf mehreren Strecken besteht eine Kooperation mit Air France.

## Flotte
Mit Stand April 2025 besteht die Flotte der Air Corsica aus 13 Flugzeugen mit einem Durchschnittsalter von 4,4 Jahren:
| Flugzeugtyp     | Anzahl | bestellt | Anmerkungen | Sitzplätze | Durchschnittsalter |
| --------------- | ------ | -------- | ----------- | ---------- | ------------------ |
| ATR 72-600      | 07     |          |             | 72         | 01,8 Jahre         |
| Airbus A320-200 | 02     |          |             | 180        | 15,9 Jahre         |
| Airbus A320neo  | 04     |          |             | 186        | 03,3 Jahre         |
| Gesamt          | 13     | -        |             |            | 04,4 Jahre         |

### Ehemalige Flugzeugtypen
In der Vergangenheit setzte  Air Corsica bereits folgende Flugzeugtypen ein:
- Airbus A319-100
- ATR 42-500
- ATR 72-500